# 克林顿港
克林顿港（Port Clinton）是美国俄亥俄州渥太华县一个城市，是渥太华县的县城，位于托莱多以东44英里。 2010年人口普查时人口为6,056人。 这座城市被称为“世界玻璃梭鲈之都”。
这个城市以一年一度的“玻璃梭鲈瀑布”闻名，纪念新的一年以及其钓鱼和划船行业，还有毗邻佩里营的一年一度的国家步枪比赛，以及靠近各种假期目的地（如伊利湖， 雪松点游乐园和一些当地的酿酒厂）。 克林顿港在波蒂奇河上的暂时停靠是伊利湖乘船者的安全港。 附近的湖泊水域丰富，有鲈鱼，鱼雷和许多其他鱼类。
克林顿港是被称为度假胜地区（包括附近的桑达斯基和伊利湖群岛）的一部分，因为在夏季几个月内涌入该地区的游客众多。